# 패트릭 맥베이

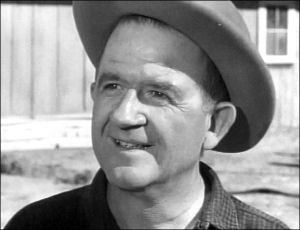

패트릭 맥베이(Patrick McVey, 1910년 3월 17일 ~ 1973년 7월 6일)는 미국의 배우, 연극 배우, 텔레비전 배우, 영화배우이다.
포트웨인에서 태어났으며 뉴욕에서 사망하였다.

## 영화
- 방문자들 (1972년)
- 형사 (1968년)
- 파티 걸 (1958년)
- 페리 메이슨 (1957년)
- 샤이안 (1955년)
- 다크 패시지 (1947년)
- 웰컴 스트레인저 (1947년)
- 스웰 가이 (1946년)
- 노 리브, 노 러브 (1946년)
- 투 가이스 프럼 밀워키 (1946년)
- 미이라의 무덤 (1942년)
- 리비아 상륙작전 (1942년)
- 만찬에 온 사나이 (1942년)
- 인 디스 아워 라이프 (1942년)
- 네이비 블루스 (1941년)
- 블루스 인 더 나잇 (1941년)